# Abbazia di Saint-Hilaire
L'abbazia di Saint-Hilaire è una chiesa cattolica un tempo abbazia benedettina situata a Saint-Hilaire, nel dipartimento dell'Aude.